# Geszta

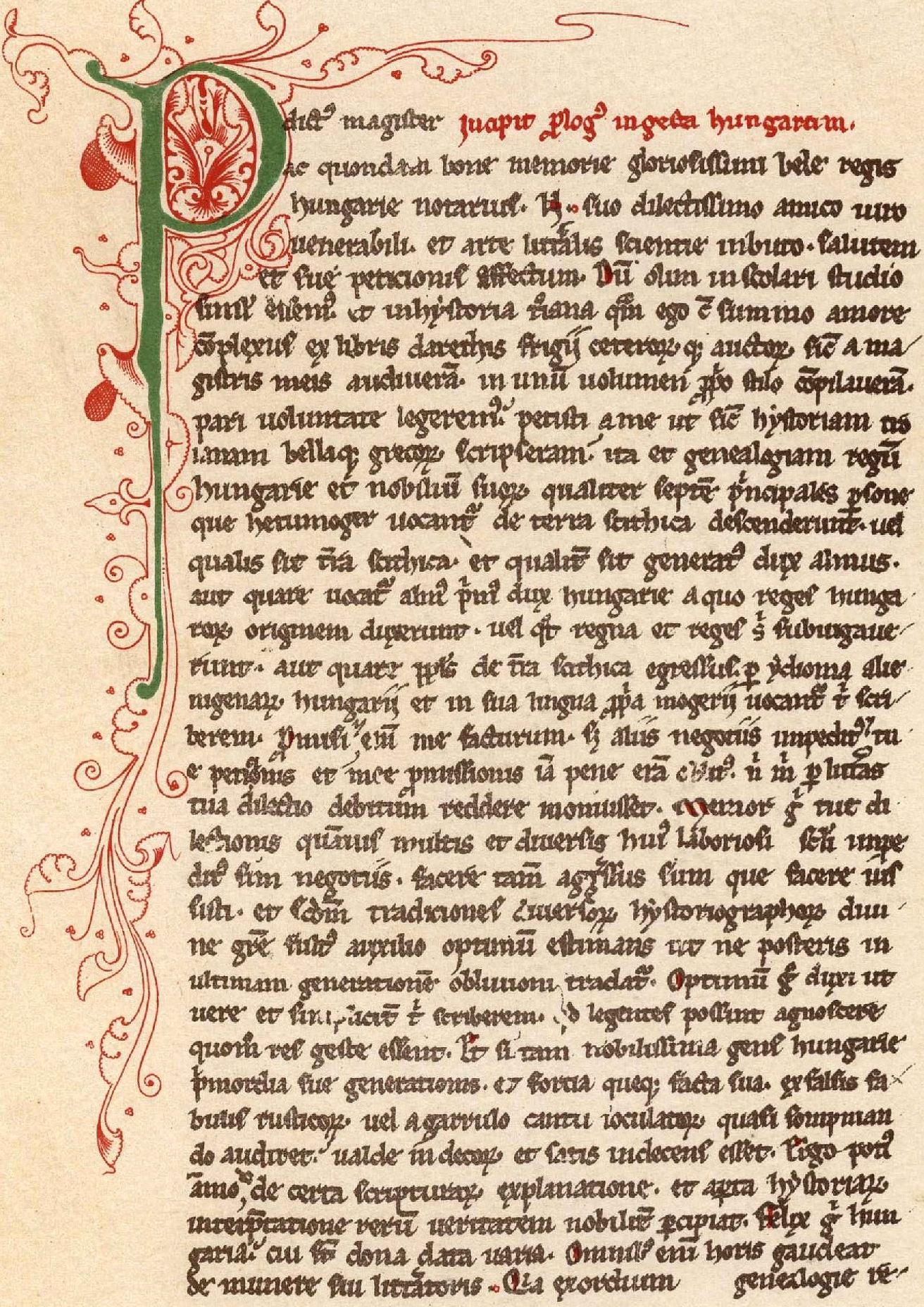
A Gesta Hungarorum első oldala

A geszta (latinul: gesta), latin szó, jelentése: tettek, viselt dolgok (pl. Gesta Hungarorum – A magyarok cselekedeteiről).

## Meghatározás
A geszta a középkor egyházi, illetve udvari, epikus műalkotása. Általában latin nyelven íródott, de a középkor közepétől anyanyelvi geszták is íródtak.
Általában az uralkodó vagy uralkodó család, esetleg egy egész nép történetét ismertető írás. Az egyházival szemben az udvari történetírást képviseli, elsődleges célja azonban a szórakoztatás, így a hitelesség kevésbé érvényesül benne, mint a krónikákban. A gesztában keveredhet a valóság és a költészet, fantázia. A krónikákkal szemben nem időrendben, hanem oksági összefüggések szerint épül fel a történet.

## Ismert gesták
- Gesta Hungarorum
- Gesta Ladislai regis
- Gesta Dei per Francos
  - Gesta Francorun et aliorum Hierosolymitanorum – ismeretlen
  - Historia Hierosolymitana – nogenti Guibert apát
- Gesta Romanorum (középkori novella- és legendagyűjtemény)
- Gesta Danorum
- Gesta Martyrum
- Gesta Treverorum
- Res Gestae Divi Augusti
- Res gestae Saxonicae
- Gesta imperatoris Friderici

## Kapcsolódó szócikk
- Krónika (műfaj)
- Legenda